# Guinglange

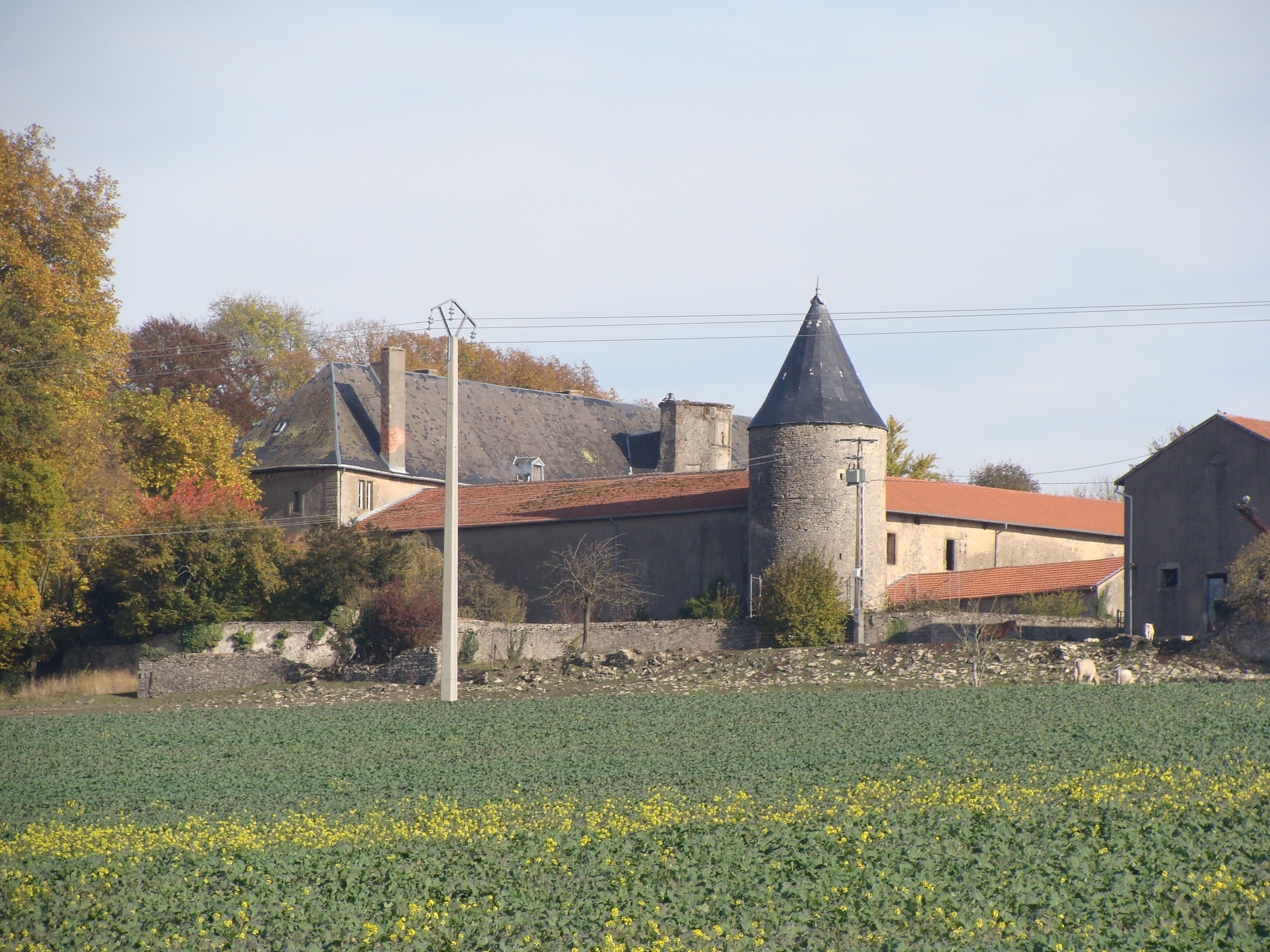
Kasteel

Guinglange (Duits: Gänglingen) is een gemeente in het Franse departement Moselle (regio Grand Est) en telt 237 inwoners (1999). De plaats maakt deel uit van het arrondissement Forbach-Boulay-Moselle.

## Geografie
De oppervlakte van Guinglange bedraagt 10,6 km², de bevolkingsdichtheid is 22,4 inwoners per km².
De onderstaande kaart toont de ligging van Guinglange met de belangrijkste infrastructuur en aangrenzende gemeenten.

## Demografie
Onderstaande figuur toont het verloop van het inwonertal (bron: INSEE-tellingen).